# Cipangopaludina japonica
Cipangopaludina japonica är en snäckart som först beskrevs av von Martens 1861.  Cipangopaludina japonica ingår i släktet Cipangopaludina och familjen sumpsnäckor. Inga underarter finns listade i Catalogue of Life.

## Bildgalleri

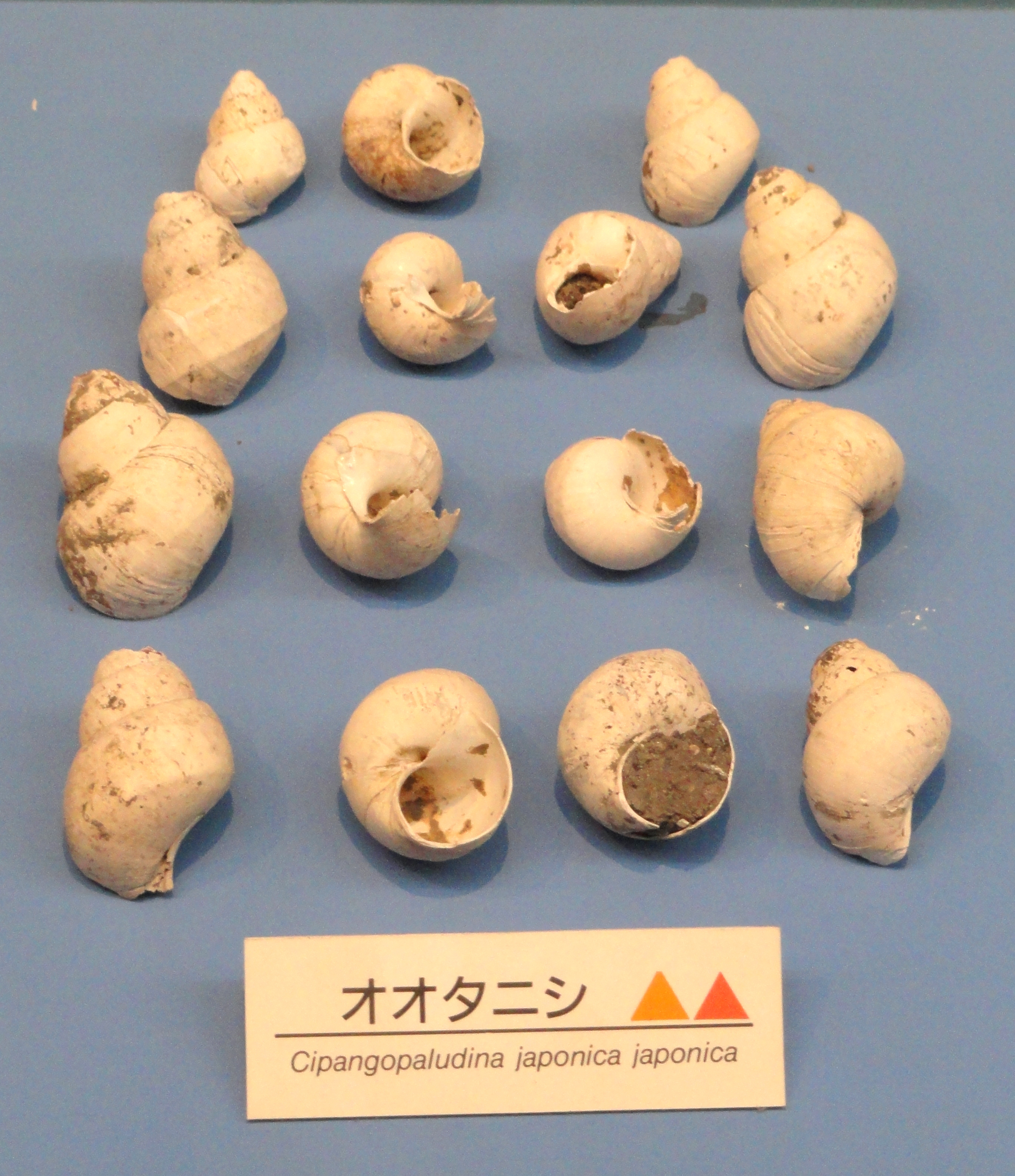